# Benny Hill
Alfred Hawthorn Hill (21. januar 1924 i Southampton, Hampshire – 20. april 1992 i Teddington, London) var en engelsk komiker og skuespiller, bedre kendt som Benny Hill – en af 1970'ernes mest populære komikere. Fjernsynsprogrammet The Benny Hill Show modtog flere udmærkelser og havde i en årrække store seertal over hele verden.
Benny Hill var særlig kendt for sin slapstick-humor, der tydeligvis var inspireret af Charlie Chaplin. Et fast afslutningsindslag i showene var en løbende Hill, der i under hurtig afspilning blev forfulgt af unge, smukke kvinder. Hills tekster og parodier er et studie i brug af underfundig, dobbeltbundet ironi. Monologerne og sketcherne (som han i udbredt grad selv skrev) er fyldt med allegorier og tvetydige henvisninger, humoren er altid understøttet af hans særegne ansigtsmimik.